# کیشی (خمیر)
کیشی، روستایی در دهستان رویدر بخش رویدر شهرستان خمیر در استان هرمزگان ایران است.
این روستا در ۳۶ کیلومتری جنوب شهر رویدر واقع شده‌است.

## مردم و امکانات
مذهب مردم این روستا اهل سنت و از شاخه شافعی است یعنی از پیروان امام محمد ادریس شافعی هستند.
جاده‌اش نیم آسفالت و نیم خاکی و جیپ رو است. دارای مسجد، دبستان، و آب انبار «برکه» می‌باشد.

## چشمه
این روستا دارای دو چشمه است که ۳۰۰۰ اصله نخل را آبیاری می‌کند، و حدود ۳۰۰ من زمین بذرافکن دارد.

## جمعیت
بر پایه سرشماری عمومی نفوس و مسکن در سال ۱۳۹۵، جمعیت این روستا برابر با ۱۷۸ نفر (۵۹ خانوار) بوده‌است.